# Андрей Кожокар
Андрей Кожокар (рум. Andrei Cojocari, нар. 21 січня 1987, Кишинів) — молдавський футболіст, півзахисник «Мілсамі» та збірної Молдови.

## Досягнення
- Чемпіон Молдови (2):

«Дачія»: 2010/11
«Зімбру»: 2014/15
- Чемпіон Латвії (1):

«Металургс»: 2009
- Володар Суперкубка Молдови (1):

«Дачія»: 2011
- Володар Кубка Молдови (2):

«Зімбру»: 2006/07
«Мілсамі»: 2017/18